# Чернавский сельсовет (Курганская область)
Черна́вский сельсовет — муниципальное образование со статусом сельского поселения в составе Притобольного района Курганской области.
Административный центр — село Чернавское.

## История
В соответствии с Законом Курганской области от 6 июля 2004 года № 419 сельсовет наделён статусом сельского поселения.

## Население
| 1989 | 2002 | 2004 | 2010 | 2012 | 2013 | 2014 |
| ---- | ---- | ---- | ---- | ---- | ---- | ---- |
| 1460 | ↘891 | ↗930 | ↘647 | ↘637 | ↗664 | ↘636 |
| 2015 | 2016 | 2017 | 2018 | 2019 | 2020 |      |
| ↘630 | ↘618 | ↗619 | ↘579 | ↘559 | ↘556 |      |

## Состав сельского поселения
| № | Населённый пункт | Тип населённого пункта       | Население |
| - | ---------------- | ---------------------------- | --------- |
| 1 | Осиновка         | деревня                      | ↘98       |
| 2 | Чернавское       | село, административный центр | ↘549      |